# 129108 Kristianwaldorff
129108 Kristianwaldorff este o planetă minoră (asteroid) din centura de asteroizi. A fost descoperită pe 9 decembrie 2004 la Catalina Station⁠(d) de Catalina Sky Survey. 
Obiectul prezintă o orbită caracterizată de o semiaxă mare de 2,605287276409 UAi, o excentricitate de 0,16, o înclinație de 2 ° în raport cu ecliptica.